# Nocturno (Anggun)
Nocturno è un album in studio della cantante indonesiana Anggun, pubblicato nel 1992.

## Tracce
1. Problema Cinta – 4:44
2. Ku Tak Ingin – 5:01
3. Nocturno – 4:23
4. Sentuhan Dewata – 4:51
5. Ironi – 5:06
6. Ganti Saja – 3:54
7. Biar – 5:03
8. Perisai Kehidupan – 4:52
9. Malioboro – 4:15